# Natale Carlotto
Natale Carlotto (Ceva, 18 aprile 1931) è un politico e sindacalista italiano.

## Biografia
Impegnato sindacalmente nella Coldiretti, di cui è stato direttore a Cuneo per 45 anni.
Esponente della Democrazia Cristiana, è stato deputato nella VII, VIII e IX legislatura della Repubblica Italiana, restando in carica dal 1976 al 1987.
In tale anno viene eletto al Senato, dove rimane per due legislature, fino al 1994.
Successivamente diventa presidente nazionale dei pensionati di Coldiretti e vicepresidente del comitato europeo anziani rurali.